# Antonio De Blasio
Antonio De Blasio (n. 5 septembrie 1955, Pécs, Ungaria) este un om politic maghiar, membru al partidului FIDESZ. Din 2006 este deputat din partea Ungariei în a șasea legislatură a Parlamentului European, în locul lui István Pálfi, decedat.
1. ↑  Deputații în Parlamentul European
2. ↑   https://en.wikipedia.org/w/index.php?title=Antonio_De_Blasio&oldid=901625560 Lipsește sau este vid: |title= (ajutor)